# Australosymmerus montorum
Australosymmerus montorum är en tvåvingeart som beskrevs av Munroe 1974. Australosymmerus montorum ingår i släktet Australosymmerus och familjen hårvingsmyggor.
Artens utbredningsområde är Ecuador. Inga underarter finns listade i Catalogue of Life.